# Rio Celac
O Rio Celac é um rio da Romênia, afluente do Câlneş, localizado no distrito de Neamţ.